# Marcelo Sebá
Marcelo Sebastião Luz Barroso (Rio de Janeiro-RJ, 18 de janeiro de 1969) é um diretor, roteirista, produtor e empresário brasileiro.
É diretor do documentário Fédro, longa-metragem que estreou na 45ª Mostra Internacional de Cinema de São Paulo, indicado na competição Novos Diretores e Mostra Brasil, em outubro de 2021, e segue disponível no streaming Star+. O documentário registra o reencontro entre o ator Reynaldo Gianecchini e seu mentor, o diretor José Celso Martinez Corrêa, para a primeira leitura do diálogo “Fedro”, de Platão.
Sebá foi o primeiro brasileiro a assinar a direção de arte do Calendário Pirelli, edição 2010. A publicação contou com a participação do fotógrafo Terry Richardson e das modelos Ana Beatriz Barros e Gracie Carvalho, Abbey Lee Kershal, Daisy Lowe e Miranda Kerr.

## Biografia
Marcelo Sebá nasceu em Santa Cruz no Subúrbio Carioca, em 18 de janeiro de 1969.
Estudou na Escola Municipal Coronel Berthier que fica na Base Aérea de Santa Cruz.
Aos 13 anos, mudou-se para o bairro do Leblon, já com a vontade de estudar teatro. Dois anos depois, ingressou na icônica escola de teatro O Tablado, pelas mãos de sua fundadora, Maria Clara Machado. Teve como professoras, entre outros, as atrizes Guida Vianna e Louise Cardoso.
Tem em sua trajetória profissional a produção de teatro, dança, shows, álbuns musicais, campanhas publicitárias e cinema, junto aos artistas Lilia Cabral, Pedro Cardoso, Miguel Falabella, Cláudia Jimenez, Taís Araújo, Arlete Salles, Carolina Ferraz, Bibi Ferreira e outros.
Em 2000, fundou a primeira agência especializada em moda e comportamento do Brasil, onde fez campanhas e filmes publicitários para marcas como Cavalera, Ellus, Forum, Sergio K, entre outras.
Foi diretor de marketing da marca italiana Diesel no Brasil, entre os anos 2001 e 2008 .
Em 2007, foi produtor associado do filme "O Cheiro do Ralo" (2007), estrelado por Selton Mello e dirigido por Heitor Dhalia.
Fez a direção de arte do calendário Pirelli no ano de 2010. A publicação contou com a participação do fotógrafo Terry Richardson e das modelos Ana Beatriz Barros e Gracie Carvalho, Abbey Lee Kershal, Daisy Lowe e Miranda Kerr.
Trabalhou como editor adicional do livro Lady Gaga X Terry Richardson, lançado em 2011. O livro é um documentário onde foram registrados os bastidores, eventos profissionais e privados da turnê The Monster Ball, da cantora americana Lady Gaga.
Em 2017, assinou a direção criativa e roteiro do vídeo musical Vai Malandra, de Anitta e o documentário Tudo Vai Dar Certo, com o rapper trans Triz Rutzats. Dirigiu vídeos publicitários para as marcas Sergio K e Cavalera.
Em 2018 dirigiu e roteirizou os vídeos musicais Solta a Batida de Ludmilla e Sou+EU de Gaby Amarantos.
Em 2020 dirigiu os curtas Vidas Roubadas, com Carolina Ferraz, Mariana Ximenes e Joaquim Lopes e Amado Fédro, com José Celso Martinez Corrêa, ainda inéditos.
Em 2019 dirigiu FÉDRO, documentário poético que promove o reencontro entre o ator Reynaldo Gianecchini e seu mentor, o diretor José Celso Martinez Corrêa, para a primeira leitura do diálogo Fedro, de Platão, adaptado por Zé Celso. O filme teve sua estreia 45ª Mostra Internacional de Cinema de São Paulo, indicado na competição Novos Diretores e Mostra Brasil, em outubro de 2021, e está disponível no streaming Star+ desde 5 de janeiro de 2022.
FÉDRO foi indicado na categoria Melhor Filme no Festival de Cinema de Vassouras em maio de 2022 e Marcelo Sebá foi indicado como Melhor Diretor. As categorias Melhor Ator e Melhor Ator Coadjuvante também tiveram a participação de Reynaldo Gianecchini e José Celso Martinez Corrêa, por FÉDRO, respectivamente.

## Filmografia

### Filmes
2021 – Fédro (direção e produção)
2006 – O Cheiro do Ralo (produtor associado)
1992 – Oswaldianas (ator) - episódio Daisy das Almas Deste Mundo, dirigido por Lúcia Murat

### Curtas
2020 – Vidas Roubadas (direção e produção)
2020 – Amado Fédro (direção e produção)
2017 – Tudo Vai Dar Certo (roteiro, produção e direção) - com Triz Rutzats

### Vídeos Musicais
2018 – Solta a Batida (roteiro e direção) - de Ludmilla
2018 – Sou+Eu (roteiro e direção) - de Gaby Amarantos
2017 – Vai Malandra (roteiro e direção criativa) - de Anitta
1995 – Veneno da Lata (assistente de direção) - de Fernanda Abreu, dirigido por Luiz Stein
1995 – Brasil é o país do swing (assistente de direção) - de Fernanda Abreu, dirigido por Luiz Stein

## Premiações
Fédro (longa-metragem)
- Competição Novos Diretores - 45ª Mostra Internacional de Cinema de São Paulo
- Mostra Brasil - 45ª Mostra Internacional de Cinema de São Paulo[20]
- Indicação: Melhor Filme - Festival de Cinema de Vassouras 2022
- Indicação: Melhor Diretor (Marcelo Sebá) - Festival de Cinema de Vassouras 2022
- Indicação: Melhor Ator (Reynaldo Gianecchini) - Festival de Cinema de Vassouras 2022
- Indicação: Melhor Ator Coadjuvante (José Celso Martinez Corrêa) - Festival de Cinema de Vassouras 2022[19]

## Teatro e Dança
2007 – O Manifesto (produção) - com Eva Wilma e Othon Bastos
1994 – Vulcão (produção executiva) - da Companhia de Dança Deborah Colker
1993 – Solteira, Casada, Viúva, Divorciada (produção) - com Lilia Cabral
1987 – Pluft, O Fantasminha (ator) - direção de Maria Clara Machado
1987 – Uma Noite com Miguel Falabella e Stella Miranda (produção executiva) - dirigido por Flávio Marinho
1987 – The Best, A Besta (produção executiva) - com Pedro Cardoso e Filipe Pinheiro, direção de Amir Haddad
1987 – O Manifesto (assistente de produção) - com Beatriz Segall e Cláudio Corrêa e Castro

## Música
1997 – Da Lata de Fernanda Abreu (produção executiva)
1995 – Raio X de Fernanda Abreu (produção executiva)

## Publicidade
2017 – Elevação – Cavalera (direção criativa)
2017 – Sérgio K – No Exit com Vivi Orth e Pietro Baltazar (direção)
2016 – Carmim com Caian Maroni (direção)
2012 – Verão 2012 Bo.Bô com Georgia May Jagger (direção criativa) 
2012 – Sérgio K – Fall Winter
2011 – Sérgio K – Fall Winter
2000 - Ellus - Terra com Alek Wek (direção criativa)